# Klodvig II

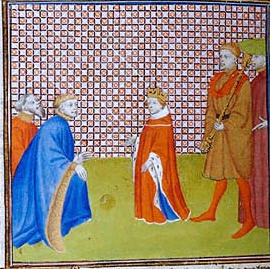
Klodvig II.

Klodvig II (född 634, död 657) frankisk merovingisk kung av Neustrien och Burgund 638-657 och Austrasien 656-657.
Han var son till Dagobert I och far till Chlothar III, samt  Childerik II och Theoderik III. Klodvig II var gift med Sankta Balthild.